# Picherande
Picherande település Franciaországban, Puy-de-Dôme megyében. Lakosainak száma 315 fő (2022. január 1.). Picherande Chastreix, Besse-et-Saint-Anastaise, Chambon-sur-Lac, Égliseneuve-d’Entraigues, Saint-Donat és Saint-Genès-Champespe községekkel határos.

## Népesség
A település népességének változása:
| Lakosok száma | 355  | 357  | 369  | 347  | 333  | 318  | 318  | 315  | 315  |
|               | 2013 | 2015 | 2016 | 2017 | 2018 | 2019 | 2020 | 2021 | 2022 |